# Tamir Cohen
Tamir Cohen (på hebraisk: תמיר כהן) (født 4. marts 1984 i Tel Aviv, Israel) er en israelsk tidligere fodboldspiller, der spillede som midtbanespiller. Han repræsenterede blandt andet Maccabi Tel Aviv, Maccabi Haifa og Maccabi Netanya i sit hjemland samt Bolton Wanderers i England
Cohen var med Maccabi Tel Aviv med til at vinde det israelske mesterskab i 2003.

## Landshold
Cohen nåede at spille 21 kampe og score 1 mål for Israels landshold, som han debuterede for 13. oktober 2007 i et opgør mod Kroatien.

## Titler
Israelske Mesterskab
- 2003 med Maccabi Tel Aviv